# 八王子市立第一小学校
八王子市立第一小学校（はちおうじしりつだいいちしょうがっこう）は、八王子市の中心地にある学校である。
1873年（明治6年）6月に、私塾玄泉堂の後継として、戸塚塾生徒を合同し、八幡八雲神社境内に創設された横山学舎がその起源。

## 沿革
- 1873年（明治6年） - 私塾玄泉堂の後継として、戸塚塾の生徒も集め八幡八雲神社境内に創設、横山学舎と称した。
- 1875年（明治8年） - 神奈川県第二号師範学校の併設に伴い、校舎を新築し、八王子学校と改称。
- 1892年（明治25年） - 高等科分離、八王子尋常小学校と改称。
- 1897年（明治30年） - 八王子大火より焼失。翌年校舎竣工。
- 1906年（明治39年） - 八王子尋常第一小学校と改称。
- 1933年（昭和8年） - 鉄筋コンクリート3階建校舎、講堂落成。
- 1941年（昭和16年） - 八王子国民学校と改称。
- 1945年（昭和20年） - 空襲により木造校舎全焼。
- 1947年（昭和22年） - 八王子市立第一小学校と改称。
- 1951年（昭和26年） - 校旗制定。
- 1955年（昭和30年） - 校歌制定。
- 1961年（昭和36年） - 給食室新築落成。
- 1964年（昭和39年） - 心身障害学級開設。
- 1966年（昭和41年） - 鉄筋コンクリート3階建校舎竣工。
- 1969年（昭和44年） - 渡り廊下新設。
- 1972年（昭和47年） - 創立100周年記念式典挙行。
- 1973年（昭和48年） - 4階建防音校舎完成。
- 1974年（昭和49年） - わかば学級10周年記念式典挙行。100周年記念庭園竣工式挙行。
- 1979年（昭和54年） - 南校舎・給食調理室・大小プール・塀門の改築。
- 1984年（昭和59年） - わかば学級20周年記念式典挙行。
- 1992年（平成4年） - 本校舎外壁・屋上防水・廊下タイル張り替え工事。創立120周年記念式典挙行。
- 1994年（平成6年） - わかば学級30周年記念行事実施。
- 1996年（平成8年） - 南校舎外壁改修工事。文書保管庫新設。
- 2000年（平成12年） - 本校舎耐震補強工事。マルチメディア活用学校間連携推進校に指定。
- 2002年（平成14年） - 創立130周年記念式典挙行、記念誌発行。
- 2022年（令和4年） - 創立150周年式典挙行、記念誌発行。

## 教育目標
- 健康な子　運動に親しみ、進んで体を鍛える意欲と運動する能力を育てる。
- 進んで学ぶ子　基礎的基本的な知識技能を定着させ、学習意欲を高め、思考力、判断力、表現力を育てる。
- 心豊かでみんなのためにはたらく子　豊かな心をはぐくみ、誰をもかけがえのない存在として認め合い、みんなのために働く力を育てる[3]。

## 児童会活動クラブ活動
- 合唱団 - 40年以上の歴史のある合唱団。
- NHK全国学校音楽コンクール小学校の部で、平成10年度から15年度にかけ、東京都予選で金賞・代表となり、3回本選に出場し銅賞2回、銀賞2回を受賞。[4]
- 「第3回全日本こどもの歌コンクール　全国大会」重唱・合唱部門（2024年7月14日　目黒区民センターホール）において、「グランプリ・金賞（全国第一位）」「ベヒシュタイン賞」「米良美一　審査員長賞」「聴衆賞」「最優秀指導者賞」を受賞。[5]
- 「第72期TBSこども音楽コンクール江戸川地区大会」（2024年7月26日　江戸川総合文化センター）重唱部門において優秀賞を受賞した。[6]
- 「第91回NHK全国学校音楽コンクール」小学校の部、東京都予選（2024年7月31日　J:COMホール）に８名で出場し[7]金賞・代表となり、約22年ぶりに[8]都大会本選（2024年8月9日　文京シビックホール）に出場した。[9]
- 神奈川県全域・東京多摩地域の地域情報紙「タウンニュース」八王子市版で「第3回全日本こどもの歌コンクール」全国大会の重唱・合唱部門でグランプリ・金賞を受賞したことが取り上げられ、2024年8月8日、インターネット版の他、紙面でも発行された。[10]
- 八王子市・日野市・町田市・相模原市の無料地域情報紙「ショッパー」ショッパー八王子周辺版 2024年9月6日号で「第３回全日本こどもの歌コンクール」全国大会の重唱・合唱部門でグランプリ・金賞を受賞したことや22年ぶりに「第91回NHK全国学校音楽コンクール」小学校の部、東京都予選代表になったことが取り上げられ、2024年9月5日、インターネット版の他、紙面でも発行された。[11]
- 令和6年（2024年）11月17日（日）開催の「八王子市・苫小牧市・日光市姉妹都市盟約50周年記念イベント」・「三都絆祭」に招待され、八王子学園八王子高等学校吹奏楽部、八王子実践中学・高等学校書道部などと同じ、東京たま未来メッセのステージに出演した[12]。
- 令和7年1月7日、フジテレビ系列の番組『めざましテレビ』の企画「キラびとコーナー」で取り上げられ、全国放送された。
- 「第4回全日本こどもの歌コンクール　全国大会」重唱・合唱部門（2025年1月31日web発表　予選から全国大会まですべて動画審査）において、「銀賞」「米良美一　審査員長賞」を受賞。[13]

## 校歌
八王子市立第一小学校校歌（1955年制定）
- 作詞：土岐善麿
- 作曲：信時潔

## 著名な関係者
- 土岐善麿 - 日本の詩人、校歌の作詞
- 信時潔 - 日本の作曲家、校歌の作曲
- 松任谷由実（荒井由実） - 卒業生、日本のシンガーソングライター、紫綬褒章受章者

## 進学先中学校
- 八王子市立第五中学校

## 周辺施設
- 八王子市芸術文化会館（いちょうホール）
- 八幡八雲神社
- 専念寺
- 大義寺